# Tolteca oaxaca
Espèce
Tolteca oaxaca est une espèce d'araignées aranéomorphes de la famille des Pholcidae.

## Distribution
Cette espèce est endémique d'Oaxaca au Mexique,. Elle se rencontre vers San Pedro Totolapa et Santo Domingo Tehuantepec.

## Description
Le mâle holotype mesure 1,13 mm et la femelle 1,20 mm.

## Systématique et taxinomie
Cette espèce a été décrite par Huber en 2023.

## Étymologie
Son nom d'espèce lui a été donné en référence au lieu de sa découverte, l'Oaxaca.

## Publication originale
- Huber, Meng, Valdez-Mondragón, Král, Ávila Herrera & Carvalho, 2023 : « Short-legged daddy-long-leg spiders in North America: the genera Pholcophora and Tolteca (Araneae, Pholcidae). » European Journal of Taxonomy, vol. 880, p. 1-89 (texte intégral).